# Catocala pasythea
Catocala pasythea är en fjärilsart som beskrevs av Jacob Hübner 1818. Catocala pasythea ingår i släktet Catocala och familjen nattflyn. Inga underarter finns listade i Catalogue of Life.